# MH-60 Jayhawk
Sikorsky HH-60J Jayhawk — багатоцільовий двомоторний вертоліт середньої дальності,  використовується береговою охороною США для пошуку і порятунку, у правоохоронних органах, військовій готовності та місіях із захисту морського середовища. HH-60J призначений для польотів екіпажу з чотирьох осіб на відстань до 483 км від берега, здатен підняти до 6 людей на борт додатково, залишаючись при цьому на місці до 45 хвилин і повернутися на базу, маючи адекватний запас палива. Нормальна крейсерська швидкість HH-60J становить від 250 до 259 км/год, і вертоліт здатний досягти 333 км/год за короткий проміжок часу. HH60J може літати на швидкості 259 км/год протягом 6-7 годин.
Обраний замінити HH-3F Pelican, HH-60J є членом сімейства вертольотів Sikorsky S-70 і створений на базі вертольота SH-60 Seahawk  ВМС США. Розробка почалася у вересні 1986 року, перший політ було здійснено 8 серпня 1989 року, і перший HH-60J був введений в експлуатацію береговою охороною США (USCG) в червні 1990 року. Виробництво припинилося 1996 року після 42-ох виготовлених вертольотів.
Програма з відновлення та модернізації вертольоту середньої дальності MH-60T  почалася 2007 року. До 2015 року заплановано оновлення авіоніки та експлуатаційних якостей для усіх 42-ох існуючих корпусів HH-60J. Коли оновлення кожного корпусу буде завершено, HH-60J буде перепроектовано на MH-60T.

## Розробка
У порівнянні зі своїм попередником HH-3F Pelican, HH-60J легший, швидший, має більш потужні двигуни і оснащений більш складною електронікою. HH-60J був розроблений разом з HH-60H Rescue Hawk ВМФ США.

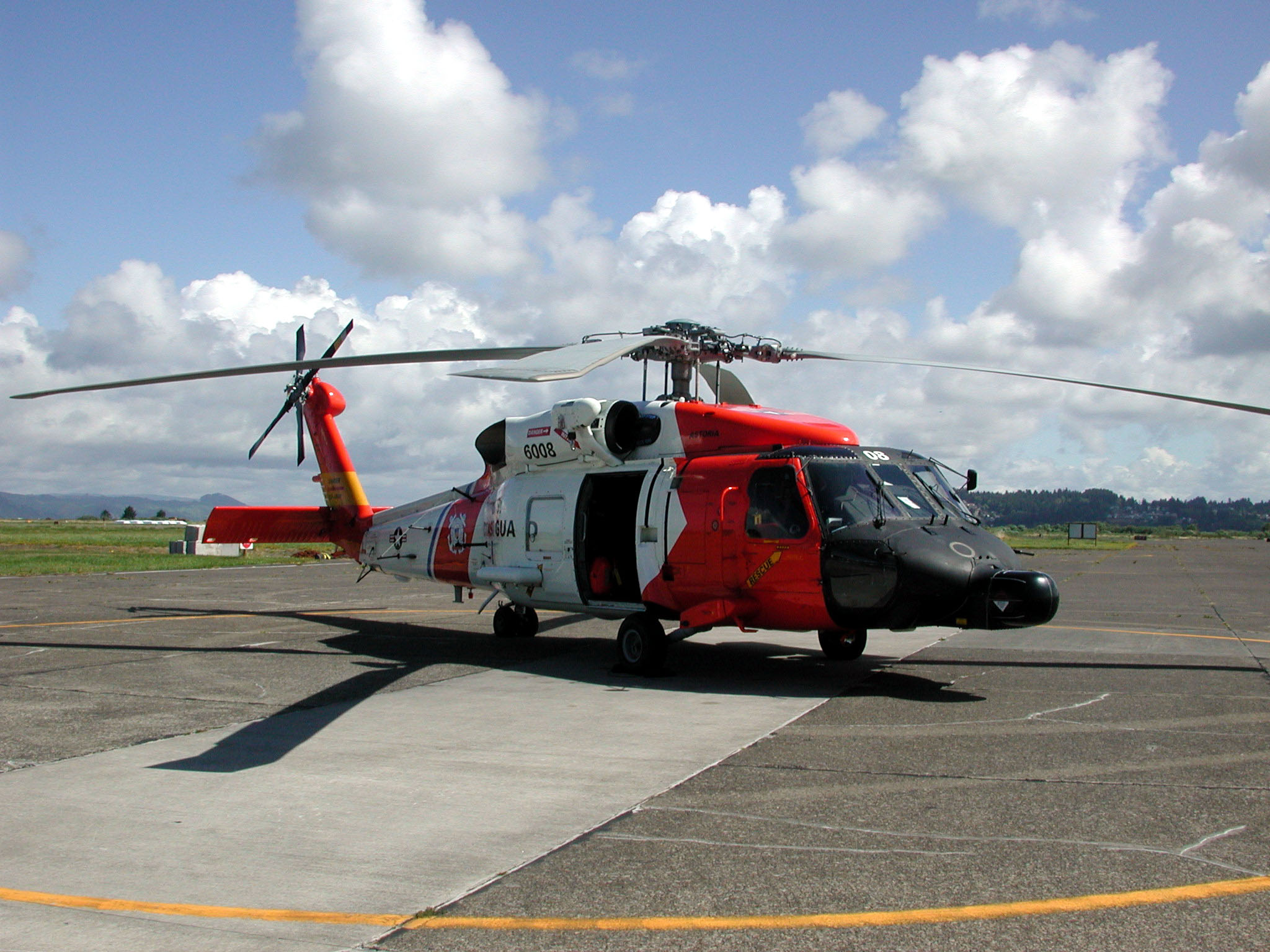
Sikorsky HH-60J Jayhawk (Берегова охорона США, реєстраційний номер 6008) на злітному майданчику аеродрому берегової охорони Асторія, Орегон

Sikorsky розпочав розробку у вересні 1986 року, і вертоліт з реєстраційним номером 6001 здійснив перший політ 8 серпня 1989 року. Перший вертоліт надійшов до берегової охорони США для випробувань у процесі доробки в березні 1990 р. на базу морської авіації Patuxent River, штат Меріленд. У березні 1991 року ATC Mobile у Алабамі став першим підрозділом берегової охорони США, який отримав HH-60J, дозволяючи пілотам-інструкторам підготуватися до навчання пілотів. Coast Guard Air Station Elizabeth City у Північній Кароліні був першим оперативним підрозділом берегової охорони США, який використовував HH-60J. Sikorsky побудував 42 машини HH-60J з послідовними реєстраційними номерами від 6001 до 6042. Виробництво припинилось 1996 року після виконання контракту на 42 вертольоти.

### Програма оновлення MH-60T
Берегова охорона США почала перетворення свого HH-60Js на MH-60Ts у січні 2007 року. Це оновлення авіоніки і можливостей є частиною комплексної програми Deepwater System берегової охорони США. Будуть встановлені скляні кабіни, вдосконалена електрооптична інфрачервона сенсорна система, а також система радарного датчика та можливість використання вертольота повітряно-десантними силами. Це використання включає в себе зброю для попереджувального вогню та вогню на ураження, броню для захисту екіпажу від вогню стрілецької зброї. Три одиниці Jayhawk були модернізовані до MH-60T станом на червень 2009 року, і всі 42 вертольоти планується оновити до 2015 року.

## Опис
З ємністю паливного бака 2 930 кг HH-60J призначений для польотів екіпажу з чотирьох осіб до 483 км від берега, здатен підняти до 6 додаткових людей на борт, залишаючись при цьому на місці події до 45 хвилин і повернутися на базу при збереженні адекватного запасу палива. Нормальна крейсерська швидкість HH-60J становить від 250 до 259 км/год, і вертоліт здатний досягти 333 км/год за короткий проміжок часу. HH60J може літати на швидкості 259 км/год протягом 6-7 годин.
HH-60J використовує систему глобального позиціонування NAVSTAR як основну навігаційну допомогу, а також радіоприймач Collins RCVR-3A, щоб одночасно отримувати інформацію від 4 з 18 супутників системи NAVSTAR.
HH-60J зазвичай базується на землі, але також може бути розташований на 270-футових катерах берегової охорони середньої дальності (WMEC) або 378- футових катерах великої дальності (WHEC).
HH-60J має радар для пошуку/погоди, який надає носу вертольота характерного вигляду. Також на ніс можна встановити інфрачервоний сенсор переднього огляду (FLIR) на турелі . Вертоліт може нести три паливні баки на 454 л - два з лівого борту, і один з правого борту. Правий борт також несе  рятувальну лебідку потужністю 2.67 кН, встановлену над дверима. Підйомник має 61 м кабелю.

## Історія використання

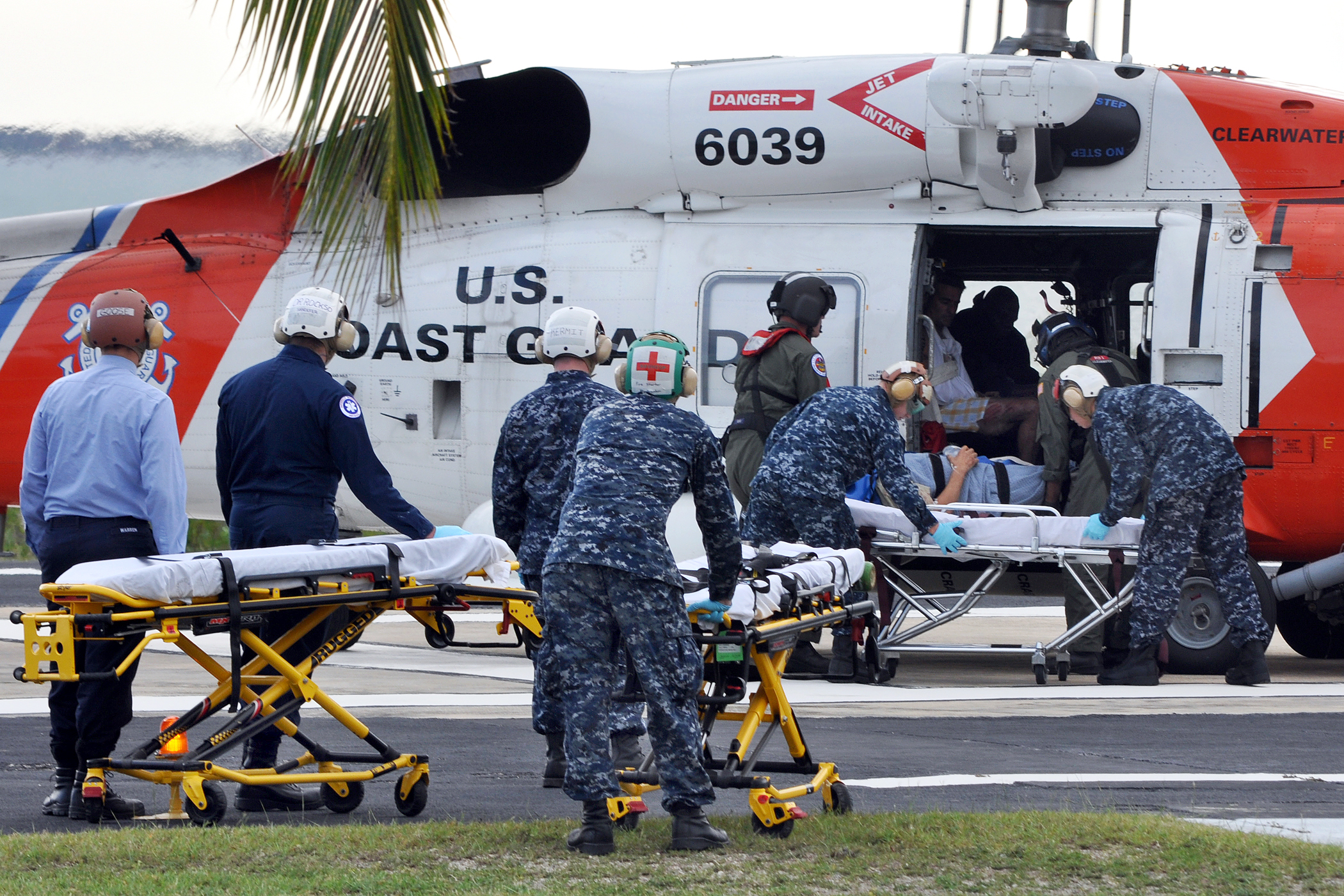
Жертви землетрусу на Гаїті 2010 р. вивантажуються з HH-60J Jayhawk (Берегова охорона США, реєстраційний номер 6039) у військово-морському госпіталі США Гуантанамо на Кубі.

У 1990 році HH-60 Jayhawk почали замінювати вертольоти HH-3F Pelican і CH-3E Sea King  на службі у береговій охороні США. HH-60J виконують пошуково-рятувальні місії, а також інші, такі як морський патруль і перешкоджання ввезенню наркотиків.
Катери берегової охорони з їх HH-60J та іншими вертольотами брали участь у підтримці операції "Буря в пустелі" у Перській затоці в 1991 році, а також в 2003 році для операції "Непохитна свобода".
29 жовтня 2012 р. для порятунку екіпажу HMS Bounty у відкритому морі  під час урагану Сенді був використаний Jayhawk із серійним номером  (70-1790) 6031.

## Модифікації

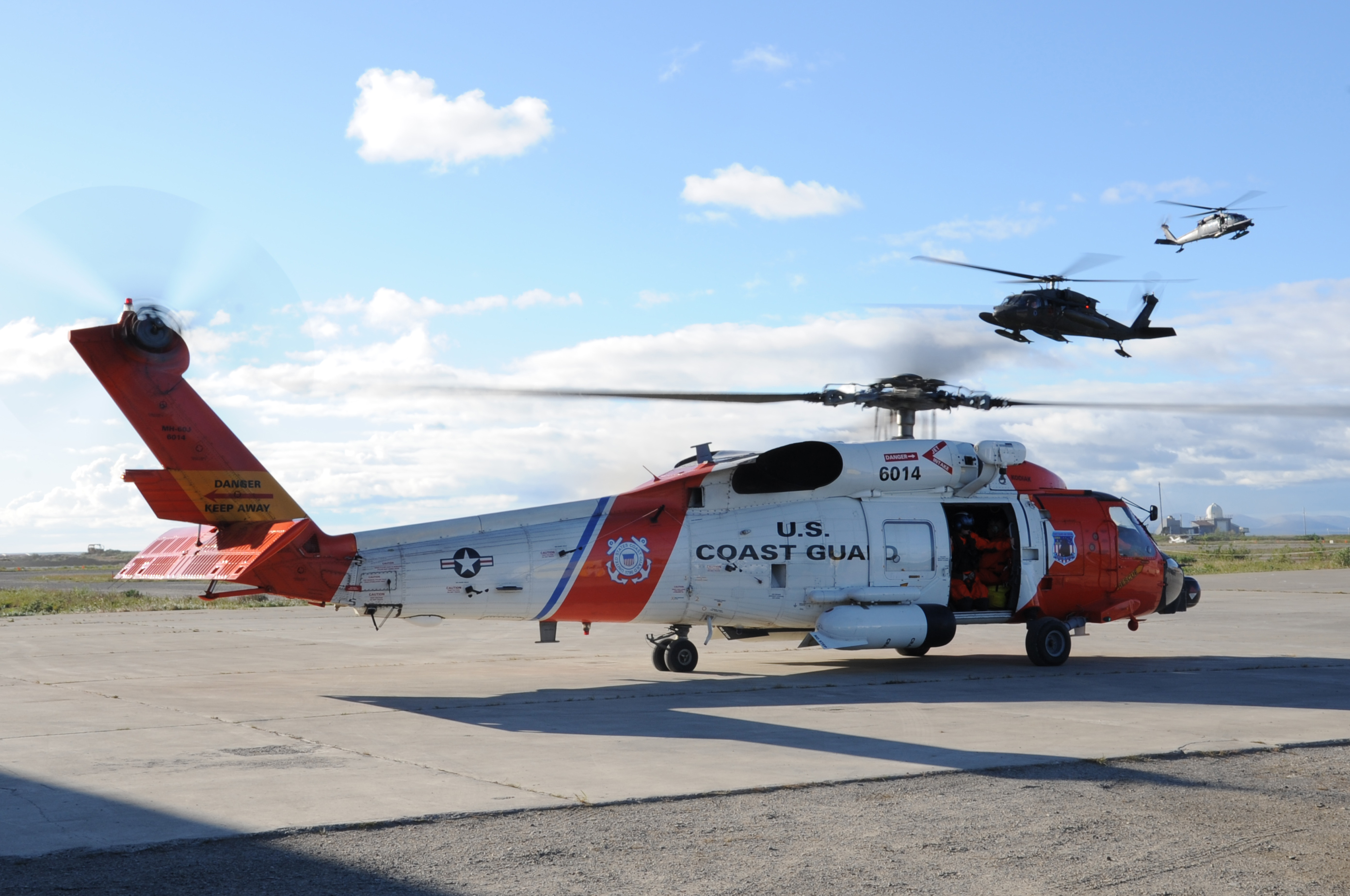
MH-60 Jayhawk (Берегова охорона США, реєстраційний номер 6014) на злітному майданчику в Коцебу, Аляска. Також можна побачити UH-60 Black Hawk Національної гвардії сухопутних військ та HH-60 Pave Hawk з ВПС, обидва з яких є похідними від того ж корпусу S-70.

HH-60J
Вертоліт середньої дальності. 42 одиниць поставлені береговій охороні США в період з 1990 по 1996 рік.
MH-60T
Вертоліт середньої дальності. 42 існуючі корпуси HH-60J, отримують модернізовану авіоніку та експлуатаційні якості, зокрема озброєння, починаючи з 2007 року і аж до 2015 року.

## Оператори
США
- Берегова охорона США [10]
  - Аеродром берегової охорони Асторія штат Орегон
  - Аеродром берегової охорони Кліруотер, Флорида
  - Аеродром берегової охорони Кейп-Код, Массачусетс
  - Аеродром берегової охорони Елізабет-Сіті, Північна Кароліна
  - Аеродром берегової охорони Сан-Дієго, Каліфорнія
  - Аеродром берегової охорони Ситка, штат Аляска
  - Аеродром берегової охорони Кадьяк, Аляска
  - Авторизований навчальний центр Мобіл (Алабама)

## Нещасні випадки
Станом на липень 2010 року, три одиниці HH-60J зазнали аварій, у тому числі два епізоди зі смертельним результатом.
| дата            | належність літака | місце       | жертви | причини              |
| --------------- | ----------------- | ----------- | ------ | -------------------- |
| 15 березня 2018 | США               | захід Іраку | 7/7    | триває розслідування |

## Технічні характеристики (HH-60J)

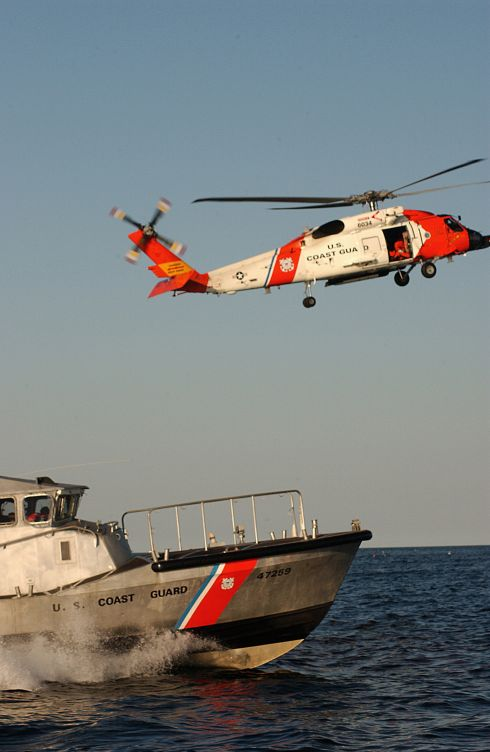
HH-60J Jayhawk (берегова охорона США, реєстраційний номер 6034) та [48] моторний рятувальний човен.

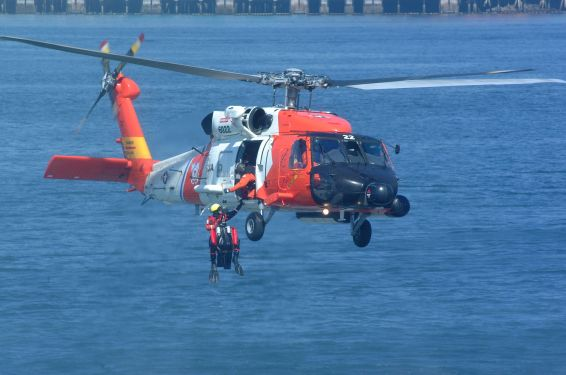
HH-60J Jayhawk (берегова охорона США, реєстраційний номер 6022) витягає плавця-рятувальника.

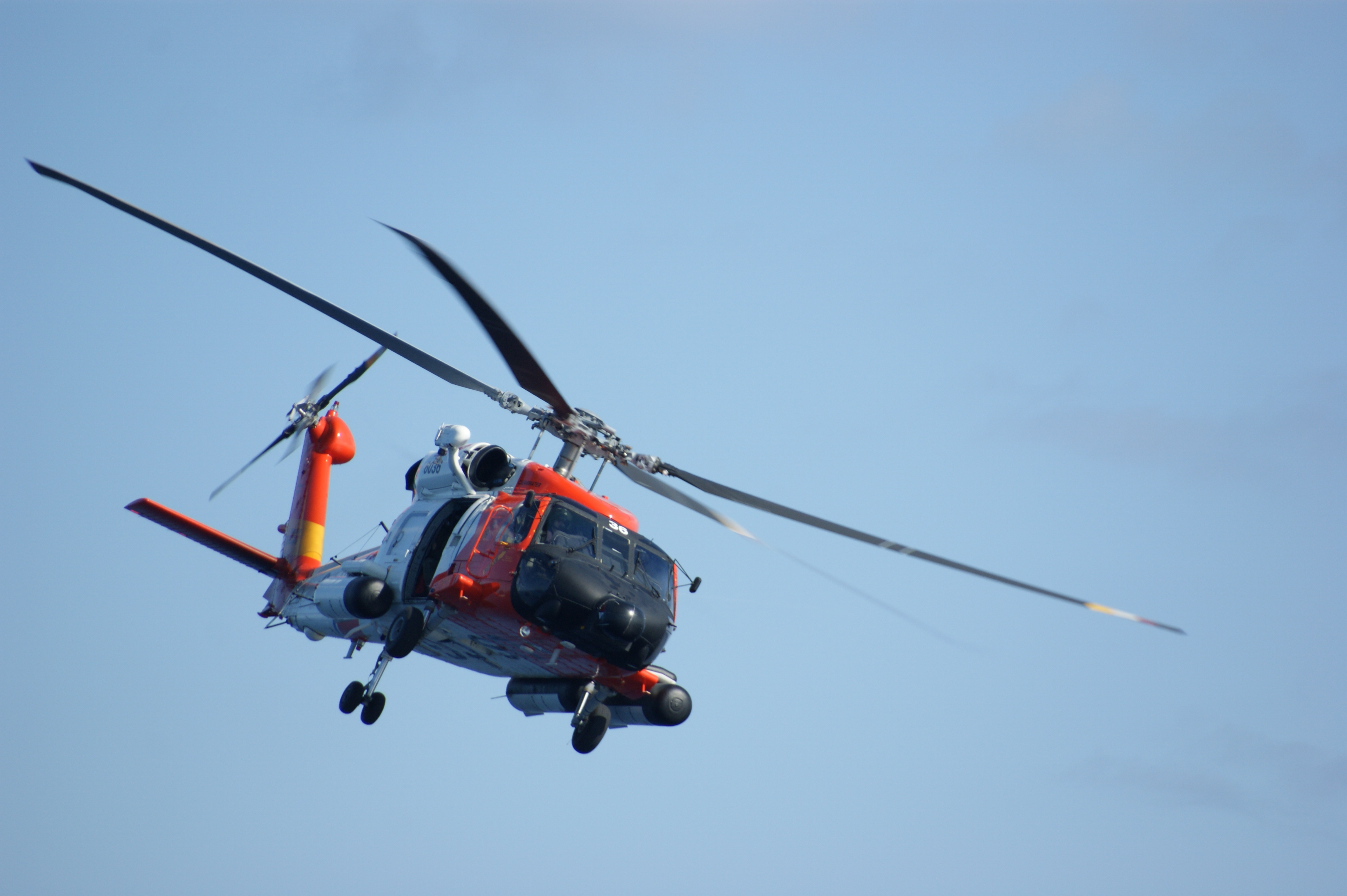
Берегова охорона США, реєстраційний номер 6036 з теплохода Majesty of the Seas

Більшість даних наведено для HH-60J. Дані для MH-60T наведені нижче.
- Екіпаж: 4 (пілот, ко-пілот, 2 члени екіпажу)
- Пасажири:
- Діаметр несучого гвинта: 16.36 м
- Довжина: 19.76 м
- Висота: 5.18 м
- Злітна вага: 9 926 кг
- Вага порожнього: 6 580 кг
- Максимальна швидкість: 333 км/год
- Крейсерська швидкість: 260 км/год
- Робоча стеля: 1 520 м
- Дальність польоту: 1 300км
- Двигуни: 2 × газові турбіни General Electric T700-GE-401C, 1 890 к. с. (1,410 кВ) кожна

Озброєння:
- 1 x 7.62 mm середній кулемет M240H з правого борту (MH-60T)[8]
- 1 x 12.7 mm крупнокаліберна снайперська гвинтівка Barrett M82 (MH-60T)[8]

## Зовнішні посилання
- HH-60J JAYHAWK Helicopter Product Information [Архівовано 17 квітня 2014 у Wayback Machine.]. Sikorsky Aircraft Corporation
- HH-60J Jayhawk page and MH-60T on US Coast Guard site [Архівовано 17 квітня 2014 у Wayback Machine.]
- HH-60 Jayhawk [Архівовано 1 квітня 2013 у Wayback Machine.] and MH-60T on globalsecurity.org [Архівовано 17 квітня 2014 у Wayback Machine.]
- U.S. Coast Guard Fielding Armed HH-65Cs, -60Js [Архівовано 17 лютого 2012 у Wayback Machine.]. Rotor & Wing
- Coast Guard Plans Jayhawk Modernization. VTOL.org